# Tramussera valenciana
La tramussera valenciana (Lupinus mariae-josephi) és una espècie de llobí o tramús (del gènere Lupinus) que va ser descoberta pel caçador Ramon Jorge Perpiñà qui en collí llavors a finals de la dècada dels 70 del segle xx.
El 2004 va ser descrita oficialment i poc temps després es va considerar extinta. Redescoberta però el 2006 al paratge conegut amb l'expressiu nom de Lloma del tramussar prop de Montserrat. Només es troba (endèmica) a les comarques valencianes de la Ribera Alta, La Safor i La Costera.
Al contrari que la majoria d'espècies del gènere Lupinus, que vien en terrenys àcids o neutres, aquesta espècie viu en sòls calcaris i alcalins acompanyant espècies com el garric el margalló o el llentiscle.

## Descripció
L'espècie per la posició de l'estendard o pètal superior (aplicat sobre la carina o conjunt dels dos pètals inferiors), el color de la flor (vermell) i l'estructura de la inflorescència (no és en espiga terminal sinó en raïm) no sembla emparentada amb cap de les espècies de Lupinus del Mediterrani o de Nord-amèrica. És una herba anual erecta i pilosa que fa fins a 30 cm d'alt. Flors de 12 mm de longitud, corol·la blanc groguenca al principi i després completament roja. Fructifica en llegum de 50x 20 mm amb 3-4 llavors el·lipsoïdals de 8x6x4 mm de color bru amb el fons marró clar.
Aquesta planta per les seves característiques especials pot tenir molt interès per a la millora dels farratges.